# Црква Светог оца Николаја Мирликијског чудотворца у Божици
Црква Светог оца Николаја Мирликијског чудотворца у Божици, насељеном месту на територији општине Сурдулица, православни је храм који припада Епархији врањској Српске православне цркве.
Црква посвећена Светом оцу Николају Мирликијском чудотворцу обновљена 1857. године, сазидана је од камена и изнутра комплетно фрескописана. Црква је од изузетног историјског, културног и верског значаја.
Теренска истраживања сакралне топографије Епархије врањске, под вођством професора др Мирослава Тимотијевића и доцента др Ненада Макуљевића, реализована у периоду од 2002. до 2004. године, резултирала су формирањем документације на Катедри за историју уметности новог века Филозофског факултета у Београду и недвосмислено потврдила да ова црква потиче из 15. века.
У цркви се налази живопис из периода изградње цркве, као и иконостас из истог периода, на коме се налазе 24 иконе.